# Sphaerophoria asymmetrica
Sphaerophoria asymmetrica är en tvåvingeart som beskrevs av Knutson 1972. Sphaerophoria asymmetrica ingår i släktet sländblomflugor, och familjen blomflugor. Inga underarter finns listade i Catalogue of Life.